# Hajime Tabata
Hajime Tabata (田畑 端?, Tabata Hajime; Prefettura di Iwate, 5 maggio 1971) è un autore di videogiochi giapponese.
Ha lavorato presso Square Enix come game director per alcuni videogiochi della serie Final Fantasy, tra cui Crisis Core: Final Fantasy VII, Final Fantasy Type-0 e Final Fantasy XV.
È l'ideatore di Pegasus Dream Tour, videogioco ufficiale dei Giochi paralimpici del 2020 volto a far conoscere gli sport paralimpici attraverso la collaborazione con il personaggio degli anime Doraemon e il due volte campione olimpico di pattinaggio Yuzuru Hanyū.